# Marco Cláudio Marcelo (cônsul em 287 a.C.)
Marco Cláudio Marcelo (em latim: Marcus Claudius Marcellus) foi um político da gente Cláudia da República Romana, eleito cônsul em 287 a.C. com Caio Náucio Rutilo. Era provavelmente filho de Marco Cláudio Marcelo, cônsul em 331 a.C..

## Consulado (287 a.C.)
Foi eleito cônsul em 287 a.C. com Caio Náucio Rutilo, mas só sabemos disto por causa dos Fastos Consulares. Como a segunda década da história de Lívio se perdeu, não se sabe os feitos de seu consulado.
Depois da terceira secessão da plebe, Quinto Hortêncio foi nomeado ditador e passou a Lei Hortência (Lex Hortensia), encerrando o secular Conflito das Ordens. Ela garantia que o resultado dos Concílios da plebe obrigavam a toda população romana, inclusive os patrícios, sem necessidade de aprovação pelo Senado Romano.